# Irineu Monteiro de Pinho
Irineu Monteiro de Pinho (São Carlos, 28 de março de 1918 — São Paulo, 27 de março de 1989) foi um escritor, jornalista e pastor metodista brasileiro.

## Obra
Produziu Contos e Poesia. Como jornalista, tem trabalhos distribuídos a mais de cinqüenta órgãos de imprensa, no país e  no exterior.

## Prêmios e homenagens
- Medalha de Ouro pelo "Comitato Italiano per La Celebraziona Del IV Centenário della Cittá de São Paulo" ("Academia Del Mediterâneo", Itália, 1954).
- Incluído no "Dicionário de Autores Paulistas".[1]

Pelo projeto de lei nº 6.955/90 aprovado pela Assembléia Legislativa do Estado de São Paulo, o seu nome foi dado à Escola Estadual "Rev. Irineu Monteiro de Pinho", situada à Rua Chuva E Sol, nº 41 - Cidade A.E. Carvalho - São Paulo - SP.